# Canariomys bravoi
O rato gigante de Tenerife (Canariomys bravoi) é uma espécie extinta de roedor miomorfo da família Muridae. Foi endêmica da ilha de Tenerife (Canárias, Espanha).
Foram descobertos fósseis deste animal por quase toda a ilha, mas sua presença é mais perceptível em depósitos, cavernas e tubos vulcânicos. Geralmente aparece junto com restos de outras espécies, como o lagarto gigante Gallotia goliath. Seus fósseis datam do Plioceno e Pleistoceno, embora alguns deles também pertençam ao Holoceno. A espécie foi descrita por um paleontólogo local, Telesforo Bravo.
Seu crânio alcançava até 7 centímetros de comprimento, podendo alcançar o tamanho de um coelho, isso faz de sua espécie uma das maiores espécie de ratos da Europa. Seu tamanho incomum é devido à dieta principalmente herbívora não-herbácea, adaptação a diferentes dietas e ao isolamento na ilha de Tenefire.
O rato gigante de Tenerife foi extinto devido às ações antropogênicas, como caça ou exportação de outras populações de animais para o arquipélago, que desbalanceou a cadeia alimentar do ecossistema.
Um estudo científico, publicado em 2012, comparou a espécie Canariomys bravoi com roedores arborícolas, atual como Phloeomys cumingi, o rato gigante da ilha de Luzon, nas Filipinas. O estudo revelou que um dos aspectos distintivos da C. bravoi são as garras que crescem semelhantemente nos membros anteriores e posteriores e também as patas traseiras mais próximas do meio do corpo, que evocam uma forma intermédia entre ratos do gênero Phloeomys. Canariomys bravoi foi um forte roedor com alta massa muscular e capacidade de locomoção em diferentes substratos, desde o solo às árvores.
Em Gran Canaria, existiu a espécie Canariomys tamarani, de menor tamanho.